# تور جهانی تنیس زنان آی تی اف

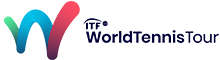
لوگو

تور جهانی تنیس زنان ITF که قبلاً به عنوان پیست زنان ITF شناخته می‌شد، مجموعه ای از مسابقات تنیس حرفه ای است که توسط فدراسیون بین‌المللی تنیس برای زنان تنیس باز حرفه ای برگزار می‌شود.
راه اندازی این تور نقطه اوج یک سری اصلاحات ITF است که برای حمایت از بازیکنان جوان با استعداد در پیشرفت آنها به بازی بزرگسالان طراحی شده‌است و پول جایزه را به‌طور مؤثر در مسابقات حرفه ای هدف قرار می‌دهد تا بازیکنان بیشتری بتوانند به عنوان حرفه ای امرار معاش کنند.